# Fientje Peters, poste restante
Fientje Peters, Poste Restante is een Nederlandse film uit 1935 in geluid en zwart-wit en deels opgenomen in Duitsland, naar een blijspel van Kurt Neubert.

## Verhaal
De schrijver Van Noort zoekt een secretaresse en plaatst een advertentie in de krant. Fientje Peters heeft wel oren naar die baan en schrijft een sollicitatiebrief. Als de post wordt bezorgd bij Van Noort thuis weet zijn vrouw Inez die te onderscheppen en houdt de brief uit jaloezie verborgen. Als Van Noort hierachter komt, barst hij in woede uit en loopt het huis uit. Dan komt Fietje Peters op bezoek om te vragen of ze de baan heeft, gelijktijdig komt de vader van Van Noort op bezoek die helemaal uit Indonesië komt. Inez weet zich geen raad met de situatie en zegt dat Fientje de vrouw van Van Noort is.

## Rolverdeling
| Acteur            | Personage                |
| ----------------- | ------------------------ |
| Dolly Bouwmeester | Fientje Peters           |
| Herman Tholen     | Van Noort                |
| Cor Hermus        | Vader van Van Noort      |
| Fientje Berghagge | Inez                     |
| Louis Borel       | Mr. Willem van Scheltema |
| Hilde Alexander   |                          |

## Trivia
In Duitsland was er al de film Hilde Petersen, Postlagernd waar hij op gebaseerd is.